# Kovalivka, Olevsk
Kovalivka (în ucraineană Ковалівка) este un sat în comuna Zolnea din raionul Olevsk, regiunea Jîtomîr, Ucraina.

## Demografie
Componența lingvistică a localității Kovalivka
     Ucraineană (100%)
Conform recensământului din 2001, toată populația localității Kovalivka era vorbitoare de ucraineană (100%).